# Estágio genital

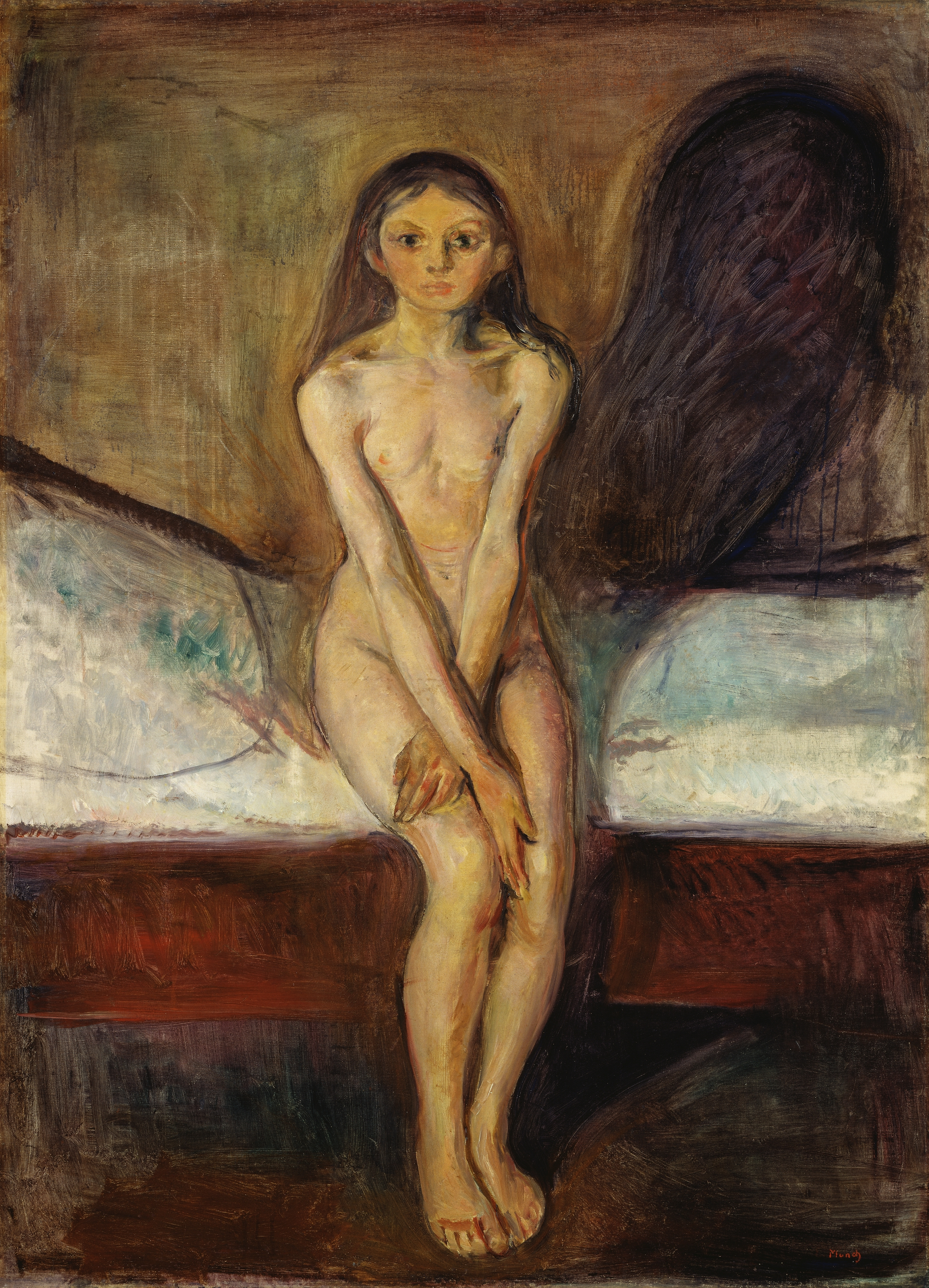
Puberdade (1894-95) por Edvard Munch

O estágio genital na psicanálise é o termo usado por Sigmund Freud para descrever o estágio final do desenvolvimento psicossexual humano. O indivíduo desenvolve um forte interesse sexual em pessoas fora da família.

## Em Freud e outros pensadores
A noção do estágio genital foi adicionada aos Três ensaios sobre a teoria da sexualidade (1905), por Sigmund Freud em 1915. Em ordem, esses estágios do desenvolvimento psicossexual são o estágio oral, o estágio anal, o estágio fálico, o estágio latente e o estágio genital. Esse estágio começa com a puberdade e termina na morte. De acordo com Freud, esse estágio reaparece junto com o complexo de Édipo. O estágio genital coincide com o estágio fálico, no sentido que sua principal preocupação é a genitália; no entanto, essa preocupação agora é consciente.
O estágio genital aparece quando os impulsos sexuais e agressivos retornaram. A fonte do prazer sexual se expande para fora da mãe e do pai. Se durante o estágio fálico a criança foi inconscientemente atraída pelo pai do mesmo sexo, então relacionamentos homossexuais podem ocorrer durante esse estágio. No entanto, essa interpretação do estágio fálico é incongruente com o que o estágio fálico basicamente entendido implica. O complexo de Édipo, que é um dos componentes mais significativos do estágio fálico, pode ser explicado como a necessidade de obter o máximo de uma resposta da figura parental que é o principal objeto da libido. Deve ser esclarecido que é mais frequentemente a mãe quem dá a gratificação em resposta a uma descarga e/ou manifestação da libido e é, portanto, o objeto da libido infantil - não o pai. É menos provável que o sujeito tenha qualquer atração sexual inconsciente pelo pai, porque o pai é a fonte da incapacidade do sujeito de possuir a mãe: o sujeito ainda está focado em receber atenção da mãe. Além disso, toda atração sexual durante o estágio fálico é puramente inconsciente.
Durante o estágio genital, o ego e o superego se tornam mais desenvolvidos. Isso permite que o indivíduo tenha um modo de pensar mais realista e estabeleça uma variedade de relações sociais à parte da família. O estágio genital é o último estágio e é considerado o mais alto nível de maturidade. Nesse estágio, o adulto torna-se capaz dos dois sinais de amadurecimento, trabalho e amor.
O estágio é iniciado na puberdade, mas pode não ser concluído até a idade adulta. Otto Fenichel considerava que a primazia genital era a pré-condição para superar a ambivalência e o amor todo-objeto.
Em 1960, Robert W. White estendeu o estágio genital de Freud para incluir não apenas as necessidades instintivas, mas também a afetividade. Sua extensão de estágio incluiu um começo para decidir que papel um jogará na sociedade e datar para a satisfação social e sexual.

## Prognósticos
O grau em que um indivíduo atinge o nível genital era visto pelos freudianos como inversamente correlacionado com a suscetibilidade à neurose; inversamente, a fixação em níveis psicossexuais anteriores dificultará o desenvolvimento de relacionamentos sexuais normais.
É importante notar que, embora as etapas oral, anal e genital sejam distintas, podem ocorrer simultaneamente e indefinidamente. Freud argumentou que um indivíduo poderia ficar preso em qualquer um desses estágios se excessos ou indulgências ocorressem. Se o adulto não completou com sucesso um estágio, a fixação pode ocorrer mais tarde na vida.

## Críticas
Embora o caráter genital normal fosse teoricamente reconhecido como um constructo ideal, na prática, o conceito do nível genital poderia ser fetichizado em um objetivo ou mercadoria viciante, não uma realidade experiencial.
Jacques Lacan escreveu sobre "este absurdo hino à harmonia dos genitais" no vulgar freudismo.